# Makobo Modjadji
Pour les articles homonymes, voir Modjadji.
Makobo Caroline Modjadji VI est la sixième reine de la pluie des Lovedu en Afrique du Sud. Elle est la plus jeune reine, au règne le plus court, du 11 avril 2003 au 12 juin 2005, date de son décès. Il existe plusieurs versions quant à la cause de sa mort.

## Généralités
La reine de la pluie règne depuis 1800 sur le royaume Balobedu constitué de plus de 150 localités rurales d'Afrique du Sud.
Traditionnellement, elle utilise ses pouvoirs pour apporter la pluie sur les récoltes et dans les rivières, mais aussi le mauvais temps et les inondations pour protéger son peuple des ennemis. C'est la raison pour laquelle sa tribu n'a pas de guerriers. Elle est conseillée par le médecin de la pluie, qui endosse la responsabilité de l'échec lorsque la reine ne parvient pas à faire venir la pluie. Si elle échoue à plusieurs reprises, cela peut s'expliquer par le fait que les ancêtres peuvent ne pas être satisfaits ; des sacrifices sont alors pratiqués. La coutume prévoit que la reine de la pluie, une fois âgée, transmette ses secrets à celle qui lui succède, puis qu'elle se suicide par le poison. Cette tradition cesse avec la reine Modjadji III, au pouvoir en 1896, qui meurt de vieillesse en février 1959.
Modjadji est considérée comme l'incarnation vivante de la déesse de la pluie, portant le titre Khifidola-maru-a-Daja (en français : transformateur de nuages). Elle est perçue comme un homme qui se marie avec les femmes de tout le royaume. Elle ne peut épouser qu'un homme, choisi par le conseil royal, et doit choisir ses épouses parmi les filles ainées du peuple Balobedu. Les pères biologiques des enfants de la reine de la pluie ne peuvent prétendre à la paternité, puisque Modjadji est considérée comme étant le père.
Selon cette tradition, elle doit être une des filles de la défunte reine de la pluie. Cependant, les enfants des servantes de la reine de la pluie, reconnues comme ses épouses, sont également considérés comme des enfants de la reine.

## Vie personnelle et règne
Makobo Caroline Modjadji VI est née en 1978. Fille de la princesse Makheala, elle est la seule reine de la pluie à avoir reçu une éducation scolaire, à l'école Masalanabo à Khetlhakone. Elle promet de poursuivre ses études et d'accepter éventuellement l'offre du président Nelson Mandela d'entrer à l'université à l'étranger.
Elle est la plus jeune reine de la pluie choisie par sa tribu. Elle est couronnée le 11 avril 2003, deux années après le décès de sa mère qui devait être, elle-même, reine de la pluie. Elle succède à sa grand-mère Mokope Modjadji V. Mais sa mère meurt trois jours avant le décès de Mokope Modjadji, ce qui fait que Makobo est alors choisie pour être la future reine.
Le jour du couronnement, une légère bruine tombe, ce qui est interprété comme un présage favorable. La cérémonie du couronnement est complexe et il se dit que Makobo accepte la couronne à contre-cœur. La reine Makobo Modjadji VI est couronnée par le roi Mphephu, du royaume voisin de Venda. Des milliers de Balobedu célèbrent le couronnement pendant plusieurs jours. Ils abattent 28 vaches pour l'occasion.
Bien que respectée pour ses capacités et sa lignée, Makobo est considérée comme trop moderne pour être la prochaine reine de la pluie, ce qui peut être la raison pour laquelle il faudra attendre deux années, après le décès de Mokope Modjadji, pour qu'elle soit couronnée.
La coutume veut que les reines de pluie vivent recluses, cachées dans le kraal royal avec ses épouses royales. Cependant, Makobo Modjadji aime porter des jeans et des tee-shirts, se rendre à proximité des discothèques, regarder des séries télévisées et chatter sur son téléphone mobile. La reine a également un petit ami, David Mogale, qui pourrait être le père de son second enfant. C'est l'ancien gestionnaire de Greater Letaba. Une rumeur prétend qu'il vivait dans l'enceinte royale, ce qui provoque une vive controverse au sein du conseil royal puisque la reine est supposée ne pouvoir s'accoupler et se marier qu'avec les nobles choisis par le conseil. La reine nomme son propre conseil royal, s'opposant au conseil des anciens,. Par conséquent, David Mogale est banni du village et les deux enfants de la reine de la pluie ne seront jamais reconnus par le conseil.

## Décès de la reine
Le 10 juin 2005, Makobo Modjadji est admise à la clinique de Polokwane, en raison d'une maladie tenue secrète, et meurt, deux jours plus tard, à l'âge de 27 ans.
Des controverses accompagnent la mort de la reine de la pluie. Certains villageois croient qu'elle est morte le cœur brisé, alors que son amant David Mogale est banni par le conseil du village royal, ce qui aurait mis fin à leur histoire d'amour. Mogale affirme, quant à lui, que le conseil royal a empoisonné la reine, la jugeant inapte à occuper ce poste vénéré. Le personnel hospitalier pense qu'elle est morte du SIDA, tandis que d'autres sont préoccupés par la disparition du frère de la reine, Mpapatla, vu la dernière fois le jour de la mort de Makobo.
Peu après, un incendie ravage la maison du chef local ; le cercueil de la reine y est gardé en l'attente de son enterrement. Le feu est éteint avant que le cercueil de Makobo ne soit endommagé, mais cet événement suscite des soupçons autour de la mort de Makobo Modjadji. Un conflit oppose le conseil royal et le conseil des anciens obligeant Sello Moloto, Premier ministre du Limpopo, à intervenir, invitant les deux parties à coopérer. Plusieurs milliers de personnes assistent aux funérailles de la reine.
La version officielle est que la mort de la reine Makobo Modjadji résulte d'une méningite chronique.

## Succession
À la mort d'une reine de la pluie, toute la tribu pleure pendant un an. Sa mort ne peut être proclamée officiellement avant la fin de cette année.
La tradition veut que la reine succédant à Makobo Modjadji VI soit désignée par le conseil royal. Jusqu'en 2016, il n'y a plus de reine de la pluie car les deux enfants de Makobo Modjadji, un garçon et une fille (la princesse Masalanabo), ne sont pas reconnus par le conseil royal, du fait du statut de leur père,.
En février 2015, le futur couronnement de Masalanabo Modjadji, fille de Makobo Modjaji, comme nouvelle reine de la pluie est annoncé comme devant advenir au cours de l'année 2023. Toutefois, le Conseil royal Modjadji annonce par un communiqué du 7 mai 2021 que le frère de la princesse, le prince Lekukela, sera couronné en 2022. Après plusieurs années de disputes au sujet de la succession et malgré l'opposition de son frère qui revendique le trône, Masalanabo Modjadji VII accède au pouvoir en mars 2025 et perpétue la tradition matrilinéaire.

## Honneurs
- Un sous-marin d'attaque, de type 209, de la marine sud-africaine, est baptisé SAS Queen Modjadji (S103), le 14 mars 2007, en hommage aux reines de la pluie.

## Source
- (en) Cet article est partiellement ou en totalité issu de l’article de Wikipédia en anglais intitulé « Makobo Modjadji » (voir la liste des auteurs).